# Philip Häusser

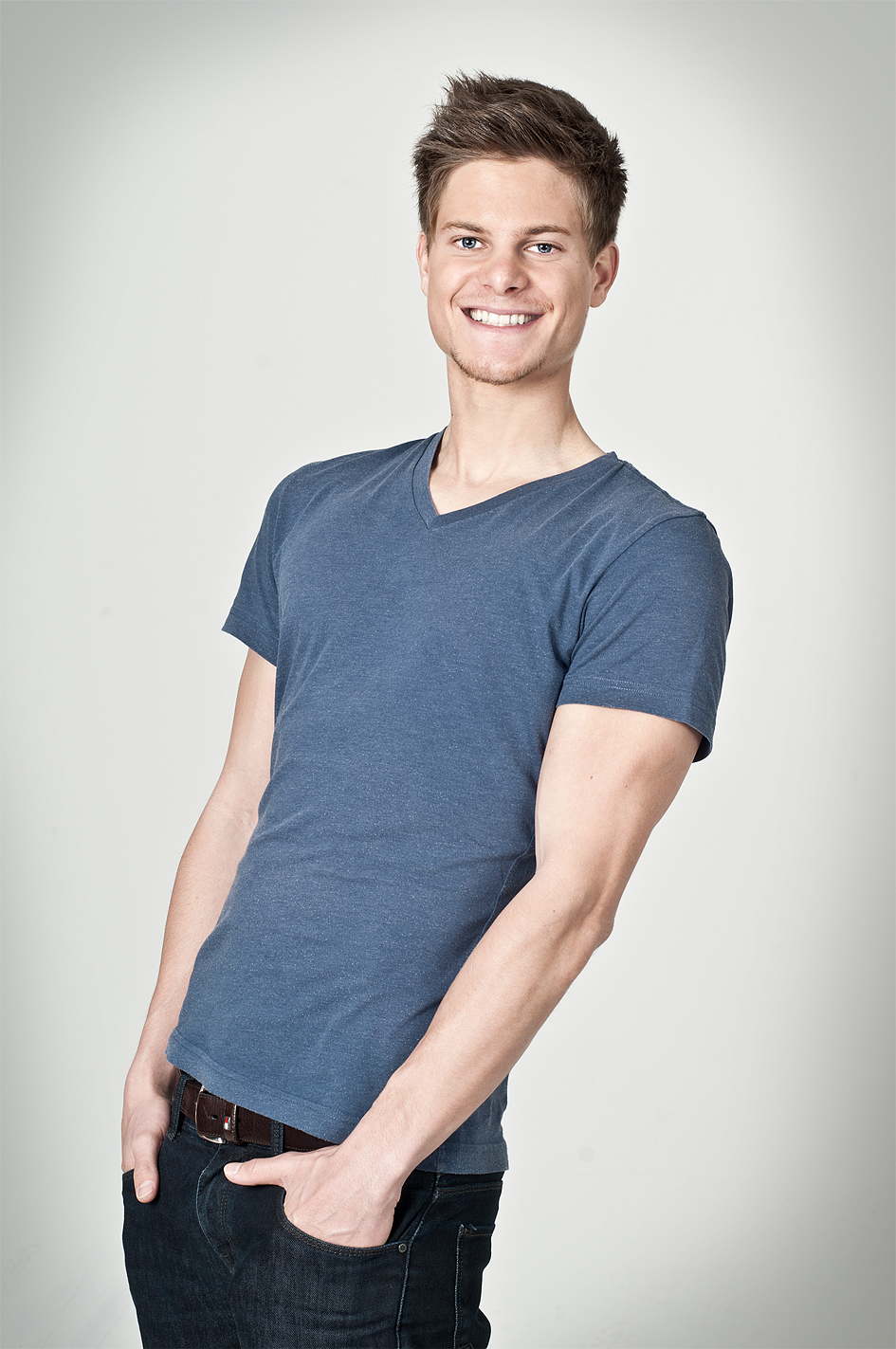
Philip Häusser

Philip Häusser (* 6. September 1988 in Balingen) ist ein deutscher Physiker, Informatiker, Fernsehmoderator, Buchautor und Webvideoproduzent.

## Leben
Häusser absolvierte das Abitur im Jahr 2008 am Kepler-Gymnasium in Tübingen. Danach arbeitete er als Redakteur, Reporter und Moderator für das SWR-Jugendradio Dasding, wo er unter anderem eine Live-Sendung mit der Hip-Hop-Band Fettes Brot moderierte. Parallel war Häusser für die Fernsehsendungen Dasding.tv als Reporter und Planet Wissen als Autor tätig.
Von 2010 bis 2013 studierte Häusser als Stipendiat der Studienstiftung des deutschen Volkes Physik an der Ludwig-Maximilians-Universität München. Seinen Bachelor of Science in Physik erhielt Häusser im Juli 2013 am Lehrstuhl von Theodor Hänsch. Während des Studiums arbeitete er weiter für Dasding, als Reporter für Kopfball und als Autor für Quarks & Co.
Häusser moderierte für das Land Baden-Württemberg fünf Beiträge über die Gewinner des Umwelttechnikpreises Baden-Württemberg. 2012 übernahm Häusser die Moderation der Wissens-Show Braintuning im ARD-Digitalkanal EinsPlus. Er ist damit der jüngste Fernsehmoderator in der ARD. 2013 moderierte Häusser als Vertretung für Dennis Wilms eine Folge der Fernsehsendung Planet Wissen.
Von Oktober 2013 bis Juni 2015 war Häusser als Reporter bei RTL in der Kinder- und Jugendsendung YOLO zu sehen. Gleichzeitig arbeitete er weiter für die ARD als Wissensexperte in der Sendung WTF!? – Wissen testen forschen (EinsPlus). Seine akademische Ausbildung setzte Häusser mit einem Fulbright-Stipendium in den USA an der University of California in Santa Cruz fort, wo er im Juni 2014 mit dem Master of Science in Physik abschloss. Im Oktober 2014 begann Häusser eine Dissertation in der Computer Vision Group an der Technischen Universität München. Im Dezember 2018 wurde ihm der Titel eines Doktors der Naturwissenschaften (Dr. rer. nat. / Ph.D.) im Fach Informatik durch die TUM verliehen. 2017 und 2018 arbeitete er als „PhD Research Intern“ in einem Forschungszentrum von Google in Zürich.
Nach seiner Rückkehr aus den USA arbeitete Philip Häusser weiter als Reporter für das RTL-Magazin YOLO – Das große W. Außerdem moderiert er die Wissens-Reihe GRIPS Physik auf ARD-alpha. Ab Ende 2014 erklärte Häusser physikalische Zusammenhänge in der Reihe „Highspeed Heroes“ bei Galileo (ProSieben). Im Februar 2016 startete ein neues Format des ZDF, Terra X Lesch & Co, in dem er im Wechsel mit Harald Lesch und Mai Thi Nguyen-Kim Wissenswertes aus Naturwissenschaft und Technik präsentierte. Im Juni 2016 veröffentlichte Häusser sein erstes Buch Phil’s Physics, das 20 physikalische Experimente mit Haushaltsgegenständen erklärt. Zum Buch wurde der gleichnamige YouTube-Kanal eröffnet. Seit Januar 2018 ist er festes Gesicht der Sendung Gut zu wissen im Bayerischen Rundfunk.
Anfang November 2018 trat er in den Hintergrund des YouTube-Kanals, welcher gleichzeitig in „Breaking Lab“ umbenannt wurde und seitdem von Jacob Beautemps moderiert und von i&u TV produziert wird. 2019 verließ Häusser aus beruflichen Gründen den Kanal. Seit 2017 arbeitet er bei dem Medizintechnik-Startup Ablacon, wo er 2018 erst als CTO und seit 2019 als Geschäftsführer fungiert. Weiterhin betreibt er das Produktionsunternehmen Bigtimes.tv, ein Kooperationspartner von Mirko Drotschmanns objektiv media für das ZDF-Medienangebot Funk.
Im Jahr 2021 moderierte er den YouTube-Kanal Faktencheck, der vom SWR3 unterstützt wurde.

## TV-Moderationen
- 2012: Braintuning, EinsPlus
- 2013: Planet Wissen, SWR, WDR, BR, u. a.
- 2013–2015: YOLO – Das große W, RTL
- seit 2013: Braintuning Wissensmagazin, EinsPlus
- 2014–2015: Galileo, ProSieben
- 2014–2017: GR!PS Physik, ARD-alpha
- 2016–2018: Terra X Lesch & Co, ZDF/YouTube
- 2016–2018: Phil’s Physics, YouTube
- 2018–2019: Breaking Lab, YouTube[22]
- seit 2018: Gut zu wissen, BR
- 2021: Faktencheck, SWR3/YouTube

## Veröffentlichungen
- Learning by Association: Strategies for solving computer vision tasks with less labeled data. München 2018, DNB 1178672174 (Dissertation).
- Phil's Physics – Geniale Erfindungen, die das Leben erleichtern Komplett-Media, 2016, ISBN 978-3831204304.
- Natürlich alles künstlich – Was künstliche Intelligenz kann und was (noch) nicht – KI erklärt für alle Droemer Knaur Verlag, 1. Auflage, 2021, ISBN 978-3-426-27851-2.

## Auszeichnungen
- 2010 wurde ein Videobeitrag mit dem Titel „Warum ist ein Regenbogen ein Bogen“ von der WDR-Wissenschaftsredaktion Quarks & Co mit dem von der Redaktion ausgeschriebenen Filmpreis eQuarks ausgezeichnet.[27][28]
- Für eine Sendung aus der Reihe Terra X Lesch & Co erhielt Häusser 2016 den 2. Preis des Fast Forward Science Awards in der Kategorie „Scitainment“.[29]
- 2017 erhielt Häusser den Helmut-Fischer-Preis für Wissenskommunikation des Deutschen Museums[30]